# Phùng Dục Phương
Phùng Dục Phương (sinh ngày 29 tháng 1 năm 1963) là một kỹ sư người Trung Quốc, thiếu tướng Quân Giải phóng Nhân dân (PLA), và là viện sĩ của Viện Hàn lâm Kỹ thuật Trung Quốc.

## Tiểu sử
Phùng Dục Phương sinh ra ở Dư Diêu, Chiết Giang, vào ngày 29 tháng 1 năm 1963. Sau khi tốt nghiệp trường Trung học Yuyao năm 1979, ông được nhận vào Đại học Công nghệ Quốc phòng, ông theo học chuyên ngành Vật lý Ứng dụng. Ông gia nhập Đảng Cộng sản Trung Quốc vào tháng 9 năm 1985. Sau khi tốt nghiệp đại học năm 1987, ông nhập ngũ vào Quân đội Giải phóng Nhân dân và được điều động đến Viện Nghiên cứu số 4 của Quân đoàn Pháo binh số hai.